# Jacksonville Jaguars
Los Jacksonville Jaguars (en español: Jaguares de Jacksonville) son un equipo profesional de fútbol americano de los Estados Unidos con sede en Jacksonville, Florida. Compiten en la División Sur de la Conferencia Americana (AFC) de la National Football League (NFL) y disputan sus encuentros como locales en el TIAA Bank Field.
Tanto Jaguars como los Carolina Panthers se unieron a la NFL como equipos de expansión en la temporada de 1995. Desde su creación, los Jaguars solo han ganado cuatro títulos de división (1998 y 1999 en la ya desaparecida AFC Central), y han alcanzado los playoffs en ocho ocasiones; en enero de 2018, jugaron la final de conferencia contra los New England Patriots; la más reciente la de la temporada 2022-23.
En 2011, Wayne Weaver vendió el equipo al multimillonario pakistaní-estadounidense, Shahid Khan, por un valor de $770 millones. En 2015, la revista Forbes estimó el valor del equipo en unos $1.48 billones.

## Historia

### 1995-2002: Fundación y la era de Tom Coughlin

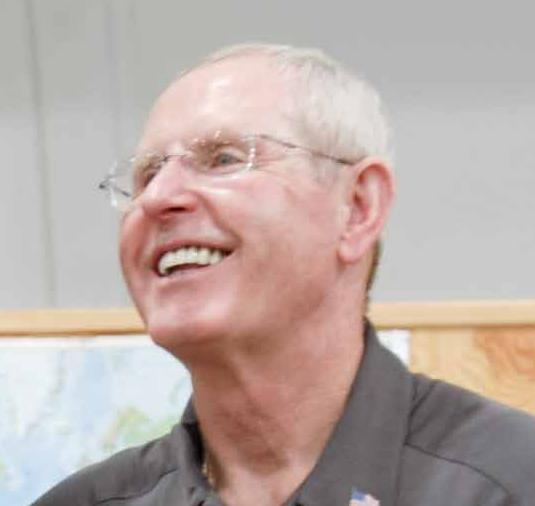
Tom Coughlin pasó ocho temporadas con los Jaguars.

En 1989, el grupo Touchdown Jacksonville! fue organizado. Dicho grupo inicialmente incluyó al futuro gobernador de Florida, Jeb Bush, y a Tom Petway. Llegó a ser liderado por el magnate Wayne Weaver, fundador de Nine West. 
La NFL anunció en 1991 planes para agregar dos equipos de expansión en 1994 (más tarde retrasado hasta 1995), siendo su primera expansión desde la adición en 1976 de los Seattle Seahawks y los Tampa Bay Buccaneers. Touchdown Jacksonville! anunció su oferta para un equipo, y Jacksonville fue elegida finalmente como una de las cinco finalistas, junto con Charlotte, San Luis, Baltimore y Memphis.
En un principio Jacksonville carecía de esperanzas para poder albergar una franquicia (San Luis era la favorita, seguida de Baltimore), pero, para asombro de todos, los propietarios de la NFL votaron 26-2 a favor de otorgar la franquicia número 30 a Jacksonville.
En enero de 1994, Wayne Weaver eligió a Tom Coughlin como el primer entrenador en jefe de los Jaguars. Coughlin anteriormente había tenido un gran éxito en Boston College, aunque carecía de experiencia suficiente en la NFL, haciendo de su contratación un movimiento arriesgado. Anteriormente había trabajado en la NFL como entrenador de receptores, pero no había sido entrenador ni coordinador en la NFL.
Coughlin fue de menos a más con los Jaguars, empezando su carrera en 1995 con un 4-12, seguido en 1996 por un 9-7, clasificándose por primera vez para playoffs, donde llegaron hasta el Campeonato de la AFC, perdiendo ante los New England Patriots 20-6. En 1997 acabaron 11-5, y de nuevo 11-5 en 1998, aunque esta vez ganando la división.
Su mejor temporada fue la de 1999 con un 14-2, acabando primeros de su división y con el mejor récord de su conferencia y de la liga. En los playoffs, los Jaguars arrasaron a los Miami Dolphins 62-7, pero cayeron frente a los Tennessee Titans en el campeonato de la AFC, por 33-14. Curiosamente las dos únicas derrotas que sufrieron en temporada regular también fueron frente a los Titans.
Para el comienzo del nuevo milenio, los Jaguars tuvieron malas temporadas debido al tope salarial. Las temporadas de 2000, 2001 y 2002 fueron las últimas con Coughlin al mando, en las que acabaron 7-9 en la primera y 6-10 en las dos últimas, respectivamente.
Coughlin acabó su etapa con los Jaguars con un récord de 68-60 y cuatro clasificaciones a playoffs, siendo también la temporada de 2002 la primera en la que los Jaguars jugaron en la AFC Sur tras el reordenamiento de 2002.

### 2021-presente: La era de Trevor Lawrence
El 14 de enero de 2021 los Jacksonville Jaguars hicieron oficial la contratación de Urban Meyer, tres veces campeón universitario, como nuevo entrenador jefe del equipo. En el Draft de ese año seleccionaron al quarterback Trevor Lawrence con el pick número uno.

## Estadio

### EverBank Field
El EverBank Field es el estadio de los Jaguars desde su creación. De 1995 a 1996, y de 2007 a 2009, se llamó Jacksonville Municipal Stadium. En 1997 pasó a llamarse Alltel Stadium hasta 2006.
Tiene una capacidad para 67.246 espectadores, y ha sido sede del Super Bowl XXXIX (2005).